# Hygenstövare
Hygenstövare är en hundras från Norge.

## Historia
Hygenstövaren är uppkallad efter Hans Fredrik Hygen som började bedriva avel med lokala stövare i Ringerike i Buskerud under 1830-talet. Den första rasstandarden skrevs 1902 vid bildandet av Specialklubb for Norske Hare- og Revehunde då man skilde de olika stövarvarianterna åt. 1925 slogs rasen ihop med dunkerstövare till norsk harehund, men 1934 skildes raserna åt igen.

## Egenskaper
Den är en drivande hund som används vid jakt på i första hand hare men även räv. För att bli utställningschampion måste en hygenhund har meriter från jaktprov för drivande hund.

## Utseende
Det är främst färgen som skiljer raserna åt. Hygenstövaren är rödbrun eller rödgul med vita tecken, ibland med större eller mindre svart sadel. Den har kortare, bredare huvud än dunkerstövaren och högre ansatta, smalare öron.